# 韓国の民族主義
韓国の民族主義（かんこくのみんぞくしゅぎ）では、大韓民国（日本統治時代以前の朝鮮を含む。）における民族主義を扱う。また、一部朝鮮民主主義人民共和国についても及う。

## 概要
韓国の民族主義は世界唯一の単一民族を自称し、朝鮮民族と朝鮮文化の優位性を強調した教育にもとづく世界認識によるところが大きく、近年では漢江の奇跡に始まる経済成長の成功で韓国の国際的地位は日本よりも高くなるべきとの認識を持っている。反日感情は、小中華思想と上記の様な意識に支えられた優越感、自信や尊厳が損なわれる事象（政治的問題）が発生することにより顕在化するものと分析されている。特に「他民族の善政よりも同族の悪政」という民族主義教育が行われている両朝鮮半島国はイギリス統治時代を知る香港の人々によって、同族の悪政である北朝鮮や朝鮮時代を日本統治時代より評価するのは、太平洋戦争以前の日本統治時代を否定する偏向教育を受けた為であると指摘されている。
宮脇淳子は、「初めて朝鮮半島の人々に民族意識が芽生えたのは、彼らは認めたくないとしても、1910年の日韓併合以降です。日本文化が急激に入ってくることで日本人との違いを知り、自分たちのアイデンティティが生まれました。それまで彼らはずっと、シナを仰ぎ見る事大主義、小中華主義の中で、何の疑いもなくシナ文明の範疇のもとで生きてきました。異分子である日本という鏡を得て、初めて『朝鮮民族』が生まれたのです。筑波大大学院教授・古田博司は、さらに韓国が『島化』したことを指摘しています。日韓併合でシナからもぎ取られていきなり近代に放り込まれ、日本の敗戦後は38度線で分断されて島になった。その島では、中国の属国だったという記憶が風化して民族主義が台頭しますが、もともとシナと一体化していた地域が、急に国民国家になろうと思ったら歴史を改竄するしか方法がない。もともと自律性があって自分たち独自の文化に正統性があるというようなウソをつくり上げるしかないとおっしゃっています。その意味では、今、韓国は歴史ドラマという手段で、新たな建国神話をつくり上げている最中だといえるのかもしれません」と指摘している。

### 李氏朝鮮時代
朝鮮半島の歴代王朝は長期間に渡って中国大陸の歴代王朝に服属・朝貢しており、例えば新羅は北斉（北朝）・陳（南朝）・隋・唐に朝貢し、高麗は宋・契丹（遼）・女真（金）・明に朝貢、元に服属し、李氏朝鮮は明・清に朝貢していた（日清戦争まで）。これらの歴代王朝の多くは中国歴代王朝による冊封を受け（中国朝鮮関係史参照）、中華文化を非常に尊ぶ事大主義と、自らを中国文明（大中華）に次ぐ「小中華」であるとする「小中華思想」を持ち、周辺国である日本や琉球や満洲を文化的に劣等な夷狄とみなしていた。江戸時代に日本を訪れた朝鮮通信使たちは、「男子はみな半幅の青布でへそから下を被っている。はなはだしいのになると隠さない」、草履は、「前部に一本の縄があって、そこに足指を掛けて挟んで歩く。その形はひどく奇怪である。足袋は蛇の舌のようである」などと日本の風習を夷狄視する記述を見せている。また『日東壮遊歌』の中で、小中華思想の上では文化的に劣等で野蛮でなければならない日本が発展していることに対して、次のようにあからさまな感情を記述している。
『日東壮遊歌』現代語訳
- 大坂での記述より
  - （多くの船が）一斉に行き来する様は驚くばかりの壮観である。その昔、楼船で下る王濬が益州を称えた詩があるが、ここに比べてみれば間違いなく見劣りするであろう。
  - 流れの両側には人家が軒を連ね、漆喰塗りの広い塀には鯨の背のような大きい家を金や紅でたくみに飾り立てているが、三神山の金闕銀台（きんけつぎんだい：仙人の住処のこと）とは、まことのこの地のことであろう。
  - 本願寺に向かう道の両側には人家が塀や軒をつらね、その賑わいのほどは我が国の鍾絽（チョンノ：ソウルの繁華街）の万倍も上である。
  - 館所に入る、建物は宏壮雄大、我が国の宮殿よりも大きく高く豪華である。
  - 我が国の都城の内は、東から西にいたるまで一里といわれているが、実際には一里に及ばない。富貴な宰相らでも、百間をもつ邸を建てることは御法度。屋根を全て瓦葺にしていることに 感心しているのに、大したものよ倭人らは千間もある邸を建て、中でも富豪の輩は 銅を以って屋根を葺き、黄金を以って家を飾り立てている。 その奢侈は異常なほどだ。
  - 天下広しといえこのような眺め、またいずこの地で見られようか。北京を見たという訳官が一行に加わっているが、かの中原（中国）の壮麗さもこの地には及ばないという。この世界も海の向こうよりわたってきた穢れた愚かな血を持つ獣のような人間が、周の平王のときにこの地に入り、今日まで二千年の間世の興亡と関わりなくひとつの姓を伝えきて、人民も次第に増えこのように富み栄えているが、知らぬは天ばかり、嘆くべし恨むべしである。
  - この国では高貴な家の婦女子が厠へ行くときはパジ（ズボン状の下着のこと）を着用していないため、立ったまま排尿するという。お供のものが後ろで、絹の手拭きを持って立ち、寄こせと言われれば渡すとのこと。聞いて驚きあきれた次第。

- 京での記述より
  - 沃野千里をなしているが、惜しんであまりあることは、この豊かな金城湯池が倭人の所有するところとなり、帝だ皇だと称し、子々孫々に伝えられていることである。この犬にも等しい輩を、みな悉く掃討し、四百里六十州を朝鮮の国土とし、朝鮮王の徳を持って、礼節の国にしたいものだ。
  - 倭王は奇異なことに何ひとつ知ることなく、兵農刑政のすべてを関白にゆだね、自らは関与せず、宮殿の草花などを愛でながら、月の半分は斎戒し、あとの半分は酒色に耽るとか。

- 尾張名古屋での記述より
  - その豪華壮麗なこと大坂城と変わりない。夜に入り灯火が暗く、よくは見えぬが、山川迂闊にして人口の多さ、田地の肥沃、家々の贅沢なつくり、沿路随一とも言える。中原にも見当たらないであろう。朝鮮の三京も大層立派であるが、この地に比べればさびしい限りである。
  - 人々の容姿の優れていることも 沿路随一である。わけても女人が 皆とびぬけて美しい。明星のような瞳、 朱砂の唇、白玉の歯、 蛾の眉、茅花（つばな）の手、蝉の額、氷を刻んだようであり 雪でしつらえたようでもある。趙飛燕や楊太真が万古より美女と誉れ高いが、この地で見れば色を失うのは必定。越女が天下一というが、それもまこととは思えぬほどである。
  - （復路にて）女人の眉目の麗しさ、倭国第一といえる、若い名武軍官らは、道の左右で見物している美人を、一人も見落とすまいと、あっちきょろきょろこっちきょろきょろ、 頭を振るのに忙しい、まるで幼児のいやいやを見ているようであった。

- 江戸での記述より
  - 楼閣屋敷の贅沢な造り、人々の賑わい、男女の華やかさ、城郭の整然たる様、橋や船にいたるまで、大坂城、西京（京都）より三倍は勝って見える。女人のあでやかなること　鳴護屋に匹敵する。
  - （将軍との謁見について）堂々たる千乗国の国使が礼冠礼服に身を整え、頭髪を剃った醜い輩に四拝するとは何たることか。
  - （将軍家治について（著者は直接見ていない））細面で顎がとがり、気は確かなようだが、挙動に落ち着きが無く、頭をしきりに動かし、折り本をもてあそび、やたらにきょろきょろとして、泰然としたところがない。

このような観念的な根強い小中華思想がある上に、近代に入ると「文化的に劣等な野蛮人」でなければならない日本人に韓国併合をされたことから、より強い反日感情と民族主義が形成された。

### 大韓帝国時代
日清戦争で清国が日本に敗北すると、李氏朝鮮は中国歴代王朝による冊封体制から解放され、大韓帝国と国名を変更させる。皇帝に即位した高宗がロシアに送った親書には、自国と日本の関係を以下のように記している。
大韓帝国は4000年の歴史を持つ独立国家である一方、日本は1200~1300年代に入ってやっと国家を樹立した。日本のさまざまな風習は朕（皇帝が自らを指し示す言葉）の国から由来し、文字も朕の国民が教えた。日本人たちは自分たちの先祖のように朕の国を尊敬し、朕の国とあえて敵対的関係を結ぶ考えもできなかった。

### 日本統治時代
李栄薫は、朝鮮に民族という観念が初めて導入されたのは日本統治時代のことであり、日本による抑圧と差別の中で生まれた新しい共同体意識が朝鮮の民族主義であるとした。朝鮮の民族主義が日本の民族意識と大きく異なるのは、それが親族の拡大形態として受容されたことにあり、それをたどれば「我々はみな檀君の子孫であるという民族意識」に至る。特に両班においてこの観念は拭いがたく強固であり、「族譜」の壮大な拡大バージョンが朝鮮民族であると指摘している。
「個人は全体に没我的に包摂され、集団の目標と指導者を没個性的に受容します。このような集団が種族です。このような集団を単位にした政治が『種族主義』です。私は、韓国の政治はこのような種族主義の特徴を強く帯びていると考えます。（中略）このような韓国の政治文化が、対外的に日本との関係に至ると、非常に強い種族主義として噴出します」
「反日種族主義は1960年代から徐々に成熟し、1980年代に至り爆発しました。自律の時代に至り、物質主義が花開いたのと軌を一にしました。反日種族主義に便乗し、韓国の歴史学界は数多くの嘘を作り出しました。この本が告白したいくつかは、そのほんの一部に過ぎません。嘘はまた反日種族主義を強化しました。過ぎし30年間、韓国の精神文化はその悪循環でした。その中で韓国の精神文化は、徐々に低い水準に堕ちて行きました」と述べている。
鄭安基（高麗大学）は、「果たして民族意識が皇民化政策によって、そんなにもたやすく抹殺されるものなのか、についても疑問です。実は民族とは、20世紀初葉に朝鮮人が日本の統治を受けるようになってから発見された、想像の政治的共同体です。実体性が欠如した想像の集団意識であるため、民族はむしろ強靭な生命力を持っています。我々は檀君を始祖とした拡大家族としての運命共同体だ、という歴史意識がまさにそれです。朝鮮人は、植民地期を経ながら民族としての『正体/民族的アイデンティティ』を発見し、彼らの歴史と伝統文化に対し自負心を持ち始めました」「そのせいか1940年に朝鮮総督府は、『風俗・慣習・言語・意識の次元にまで及ぶ朝鮮人の完璧な皇民化は、少なくとも300年の歳月を要する至難の課題だ』と言っています。一朝一夕に朝鮮人の強固な民族意識をそぎ落とし、日本人に改造することはできない、と見たのです。それで皇民化政策は突飛にも、多くの朝鮮人にとってまだ馴染みのなかった檀君神話をはじめ、新羅の花郎や朝鮮王朝期の李舜臣などを呼び出し、朝鮮人の民族意識を鼓吹しました。民族の神話・叙事・英雄を通し、砂のように散らばった朝鮮の民衆を帝国の国民に統合しようとする努力でもありました。総督府の皇民化政策を朝鮮民族の抹殺政策と見なすことほど、歴史の複雑な実態と矛盾を単純化する稚気はありません」と述べている。

### 大韓民国建国以後

#### 独裁体制の時代
大韓民国建国後においては、当初から民族主義は「反日主義」一辺倒で「日帝に対する闘争」を掲げることで民族の紐帯を醸成していった。
初代から3代目までの大統領となった李承晩は日本統治時代の朝鮮を容認する思想を持った者や発言した者に対して徹底的な投獄・拷問・処刑を行った。 大韓民国成立後の2年だけで、政治犯として投獄された者の総数は日本統治時代の約30年間の投獄者数を超えた。
また李承晩が失脚した3年後に大統領に就任して同じく独裁体制を築いた朴正煕は、朝鮮史における事大主義と属国性を自覚し、自著『国家・民族・私』で次のような言葉を遺している。
* 「我が半万年の歴史は、一言で言って退嬰と粗雑と沈滞の連鎖史であった」
- 「姑息、怠惰、安逸、日和見主義に示される小児病的な封建社会の一つの縮図に過ぎない」
- 「わが民族史を考察してみると情けないというほかない」
- 「われわれが真に一大民族の中興を期するなら、まずどんなことがあっても、この歴史を改新しなければならない。このあらゆる悪の倉庫のようなわが歴史は、むしろ燃やして然るべきである」

また、自著『韓民族の進むべき道』で、李氏朝鮮について次の言葉を遺している。
* 「四色党争、事大主義、両班の安易な無事主義な生活態度によって、後世の子孫まで悪影響を及ぼした、民族的犯罪史である」 
- 「今日の我々の生活が辛く困難に満ちているのは、さながら李朝史（韓国史）の悪遺産そのものである」
- 「今日の若い世代は、既成世代とともに先祖たちの足跡を恨めしい眼で振り返り、軽蔑と憤怒をあわせて感じるのである」

さらに、自著『韓民族の進むべき道』で、韓国人の「自律精神の欠如」「民族愛の欠如」「開拓精神の欠如」「退廃した国民道徳」を批判し、「民族の悪い遺産」として次の問題を挙げている。
* 事大主義
- 怠惰と不労働所得観念
- 開拓精神の欠如
- 企業心の不足
- 悪性利己主義
- 名誉観念の欠如
- 健全な批判精神の欠如

朴正煕はこのような問題を払拭するために、独裁体制（維新体制）を確立すると「国籍ある教育」を掲げ、歴史教育の目的として「民族の中興の使命を達成するための主体的民族史観」が謳われるようになった。

#### 近年
朴暗殺後の1980年代から韓民族優越主義が台頭し始め、韓国の超古代史が綴られたとされる自称歴史書『桓檀古記』が「活字として改めて出版」され、ソウルオリンピックや2002 FIFAワールドカップなどのスポーツ関係の祭典の挙行、OECDの加盟等の経済力の増大と共に韓民族優越主義を肥大化させていった。
飛躍的な経済発展、韓国系企業の国外進出などによって韓国の国際的地位は以前に比べ高まったが、韓国は中国や日本に挟まれているため、欧米における韓国という国家のイメージやその知名度は他の2国に比べ未だに低い。水野俊平等の複数の学者は、韓国国民が自らを先進国の国民であるというプライドを持つようになった一方で、欧米人が持つ韓国人に対してのイメージが低いことに精神的葛藤を覚えており、それが韓国起源説に代表される独特のナショナリズムを加速させていると指摘している。
中岡龍馬は、近年、韓国でエスノセントリズム・韓民族優越主義（かんみんぞくゆうえつしゅぎ、한민족 우월주의）が台頭しつつあると主張し、これを朝鮮語で「我が国」を表す「ウリナラ」から、俗に「ウリナライズム（またはウリナリズム）」と呼んでいる。この思想を持つ者は、「韓民族は歴史や文化や能力などで周辺諸民族よりも優れている」と主張している。
また、韓国の学校教育や大手新聞やテレビや書籍では、「日本は韓国の優れた文化を受け入れるだけの文化劣等国」「有史以来一枚見下げるべき文化的劣等者」「韓半島に比べてみすぼらしくて短い歴史しか持たず、歴史を捏造するしかない日本」というような対日蔑視に基づいた誤った論評が日常的に行われたり、日本列島を指す「島国」という言葉が「劣等で未開」という意味で使われて、駐日韓国大使がテレビのインタビューで使うまでになっている。また、マスコミによって「チョッパリ」「ウェノム」「イルボンノムドル」などの日本人を指す侮蔑語が使用され、「古代に韓民族の中の質の悪い犯罪者を「おぼれ死ね」と丸太に縛って海に流して島にたどり着いたのが国際的なならず者の低質日本民族の正体だ」、「『日本猿』と『チョッパリ』、どちらが日本人の呼び名に相応しいか？」、「『倭人』という言葉がある。とても小さくてみすぼらしいという意味の倭だ。人間の度量が小さくて狭い場合に私たちは『小さい奴』という言葉を使う。日本はそのような種族だ。」「『日本猿』という呼称がある。陰湿で凶悪で他人の真似はうまい人に、よく『猿のような奴』と非難する。日本はその猿のように卑怯な種族だ。」、などといった論評まで行われている。さらに韓国社会では日本人を「文化的に劣等な『猿』」とみなすことが常態化しており、奇誠庸などの有名スポーツ選手や地方公共団体が公の場で日本人を「猿」として侮辱することがある。
このような思想から、カリフォルニア州在住の在米韓国人たちが「韓国が日本に東アジア思想と文物を伝えた。」「韓国の陶工が日本に渡って日本の文化形成に寄与した。」「韓国は1980～90年代、大きな経済成長を成し遂げ、現在のインターネットおよび情報技術(IT)産業の主導的な役割をする国家である」などを歴史教科書に新たに記述させる法案を通過させるようにカリフォルニア州議会議員達に対してロビー活動を行っている。
「過剰な愛国心」を覚醒剤中毒になぞらえて、「国家（국가、クッカ）」と「ヒロポン（히로뽕）」を合わせた「국뽕（クッポン）」という新造語ができている。

## 朝鮮民族優越主義者による主張の例

### 韓国起源説
韓国では長い間、冊封体制下で中国の歴代王朝に事大の礼を尽くしていたこともあり、中国文明の影響を濃厚に受けており、中国諸王朝や文化の極めて強い影響のもとに文化を発達させてきた。ところが、現代において、韓国外で評価の高い主に日本や中国の事物を韓国が起源と主張する論調をしばしば取ることがあり、極端なものでは明らかに日本や中国で醸成された文化や文物と検証されている著名な歴史的事物や人物を韓民族（韓半島）起源のものであると主張することがある。これについては、近年中国や日本から、歴代の朝鮮王朝は自国独自の文化を排斥し中国文化を崇めていたため独自文化が近隣諸国と比べ発達せず、近代の韓国人がそれに対する劣等感を持っていることや、李氏朝鮮までの文化の継続的な継承が行われていない百済や高句麗等の歴史まで自民族史として語る歪んだ思想が原因であると指摘されている。

### 誇大妄想史観

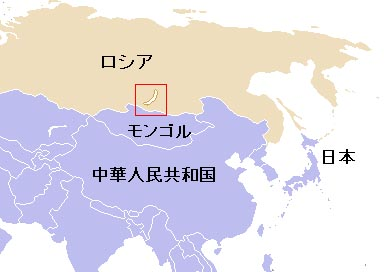
バイカル湖の位置

「韓民族（韓国における朝鮮民族の意）は北東アジアの覇者であった」という偽史を創作し、その定着を図っている。朝鮮民族の活動した地域は、北はバイカル湖、南は沖縄、西はメソポタミア、東はアメリカ大陸ということになっている。

#### 事例
- 2007年大韓民国大統領選挙に立候補した許京寧経済共和党総裁は、「中国諸国と連邦をしてアジア連邦を作り、失われた高句麗領土を取り戻したい」「失われた渤海の旧領と、三国時代にヨーロッパまで伸ばした韓半島の故土を取り戻すのが私の夢だ」としている[46]。
- 韓国放送公社（KBS）の番組「満洲大探査」は、「満洲はもともと韓民族の土地。清朝を樹立したアイシンギオロ氏も、祖先は韓国人」と主張している[47]。
- 大田大学校哲学科の林均澤教授が2002年12月に韓国書鎮出版社から出版した『韓国史』において、唐の時代に、高句麗、新羅、百済が中国の大半を有しており、唐の版図は雲南省や四川省などのわずかな部分に過ぎず、高句麗、百済を滅ぼしたあとの新羅の版図は、現在の東シベリア、モンゴル、華北地域など三北（中国語版）（中国北部全体）、華中地域、西蔵自治区、新疆ウイグル自治区など広大なものとなり、唐は華中地域や華南地域をおさえるにとどまったと主張している[48]。
- 韓国の圓光大学校教授が広西チワン族自治区の百済郷を調査し、「この地はかつて、百済の殖民地だった」と発表した[49]。
- 歴史学者オ・ジェソンの著書『隠された歴史を探して』『地図で見る韓国歴史』の本の図表には、高句麗・百済が活動した範囲が、内蒙古・山東省・福建省などに至っている。中国のネチズンは、「唐の新疆統治組織だった安西都護府が、統一新羅のチベット統治機構に伝えられたのはとんでもないこと」と指摘している[50]。
- 韓国の梨花女子大学校の歴史書、申瀅植『梨花女子大学校コリア文化叢書 韓国史入門』p4には、「韓国民族は70万年前の旧石器時代から新石器・青銅器時代へと移り、古代国家を成立させて以後、現在まで東アジアの主役として堂々と固有の歴史を守り続けてきた。特に、古代社会で韓民族は満州大陸を支配しながら中国の東進を防ぎ、近代に入り一時期日本の支配を受けたものの最後まで民族の独自の文化を守り続けてきた」とある[51]。
- 林志弦によると、東北工程を厳しく非難している進歩的な国会議員であり、韓国大統領候補にまでなった金元雄は、国会で満州回復を演説したことがあり、他にも陸軍士官学校の校長室には、満州を韓国の領土と図示した地図が掲げてあり、それを見た中国の将官が驚愕した[52]。
- 中国の長江流域と黄河流域を新羅、高句麗、百済、高麗、李氏朝鮮が支配していたことを明らかにする研究を続けてきたキム・ジンギョン（朝鮮語: 김진경）国学博士は、2018年の著書『동방의 비밀1-조선천축（東方の秘密1-朝鮮天竺）』において、高句麗、百済、新羅、伽耶などは現在の中国の北京の黄河を越えて長江の南側地域までを領土にしており、建国初期にはすでに現在のインドとの交流が活発だったと主張している[53]。
- 韓国の東洋大学校（朝鮮語版）の金ウンフェ教授は、著書『大ジュシンを探して』において、「満州族が建てた金と清の歴史書が、自分たちの始祖を新羅出身の函普だと明かしていることに注目」しており、金と清の姓の「愛新覚羅氏」は、「新羅を愛し、記憶する」という意味だと主張している[54]。
- キム・ドゥギュ又石大学校（朝鮮語版）教授は、「韓民族とも血縁関係がある金の時代のこと。金の始祖函普が高麗出身だということは『金史』が明らかにしている」と述べている[55][56]。
- 高句麗研究会（朝鮮語版）（会長徐吉洙（朝鮮語版）（朝鮮語: 서길수、西京大学）所属学者たちが、学術セミナーで「女真族の金と満州族の清を広い意味で韓国史の一部に編入し、中国の悪意的な歴史歪曲に積極的に対処しなければならない」と主張している。キム・ウィヒョン明知大学校教授は「『宋史』には金の太祖阿骨打の8代祖が新羅王族出身の函普という記録がある」「統一新羅と渤海を南北国と記述するように金・高麗を南北朝に分類することができる」と述べている[57]。
- 韓国の『ファイナンス・トゥデイ』は、「清はどういう国か!高句麗と渤海を継承して聖山とした白頭山を中心に活動した女真族は『金史』に記録された通り高麗から移住してきた函普の後裔阿骨打が糾合して開国した金を継承した国だ。清以前の明も開国始祖はまさに明地図書『大明統志』で『朕の先祖は朝鮮人だ。先祖の墓は朝鮮にある』と話した朝鮮半島の朱元璋だ。結果的に今の広大な領土を所有した中国を存在させて与えた人物は朝鮮半島の後裔だ」と報じている[58]。
- 韓国放送公社（KBS）は、「中原で最初で漢族を押し出した阿骨打、彼の祖先は驚くべきことに新羅人である函普だった。これは伝説や外史に出るのではなく正史である『金史』と金建国時に宋人が書いた『松漠紀聞』に明確に出ている」「高麗から来た身分である新羅人の阿骨打」の生年から計算すれば函普が満州に行った時期は、統一新羅から高麗時代であり、「彼の姓が金であり新羅の後裔であることは確実」「新羅後裔である王族と渤海子孫の王妃族が建てた国、金」「金滅亡後、1606年、女真は再び中原を掌握した。まさに中国の最後の王朝清である。ところが、清の皇帝姓は愛新覚羅氏」であり、愛新とは、金という意味であり、かつて女真族が興した王朝名であり、そして後にヌルハチが興した王朝からとった族名のため、「新羅王族の人種金氏は、彼の子孫である金皇帝、清皇帝まで、彼らの姓はすべて金氏だった」「満州の歴史は中国の歴史ではない」「古朝鮮、夫余、高句麗、渤海、金、清につながる満州の歴史は我が民族と深い連関性を持っている」「漢族の領土である中原を満州と合併して、今日の中国を完成した女真族、それらの先祖が新羅人であるという事実」というドキュメンタリーを報道した[47]。
- 在日本朝鮮人科学技術協会が1977年に刊行した『朝鮮學術通報』14～15巻の21ページには、「『金史』世紀によれば、完顔部女真の始祖は、その弟保活里とともに移住してきた高麗人函普」と記述している。
- 李基白（朝鮮語: 이기백、西江大学）は、「金を建国した阿骨打は、新羅末期から高麗初期の黄海地方で生活していて、その後満州に移住した金氏の末裔という記録があります。『金史』世紀には、阿骨打の7代祖先の函普が金の始祖となっており、『満洲源流考』には、函普は新羅後裔の金氏なので国号を金にした記録されています」と述べている[59]。
- 이도학（韓国伝統文化大学（英語版））は、清以前の女真の歴史は中国の歴史ではなく、朝鮮の歴史であると主張しており、「満州で生成、成長、消滅した民族のなかで、夫余、高句麗、渤海は朝鮮の歴史に編入されたが、満州で活動していた女真族の歴史は、曖昧な状況になった」「（女真族が立てた）後金が山海関を南下して中原を制覇して以後は、中国の歴史であることは明らかである」が、それ以前の女真は「中国の歴史であるはずがない」として、その根拠として、『高麗史』『異域志（中国語版）』『神麓記』『満洲源流考』などの中国史料が金の始祖を「新羅人」或いは「高麗人」と記述していることを挙げており、「民族主義の歴史家である朴殷植は、女真の歴史は朝鮮の歴史と認識しており、解放後に出版された孫晋泰（朝鮮語版）も粛慎以来女真の金まで朝鮮の歴史に編入している」として、さらに「後金の歴史も朝鮮の歴史に編入す作業が有効である」と主張している[60]。

### 「韓国の文明化は日本よりも時期が早い」という主張
朝鮮民族から発現された文化はそれほど多くない。しかし韓国人が満州族や漢民族の文化を自民族の文化と捏造したり、日本から朝鮮半島に伝わった文化の韓国起源を捏造したり、日本での独自文化の発現と外国から受け入れた文化の変革と発展を無視することで、明治維新以前の日本にあった全ての文化・産業・社会は「中国→朝鮮→日本（朝鮮→中国→日本）」という順番で伝わったものであるという認識が生まれている。韓国のメディアでは、このような認識に基づいて「今の日本の繁栄があるのは全て朝鮮のおかげ」「そもそも韓国の文明化は中国より早い」という自民族優越主義的な論評が日常的に行われており、特に日本に対する蔑視と自民族優越主義的な視点は公教育における歴史教育でも顕著である。
中古朝鮮半島には中国系の人々が多くいた。314年頃に高句麗が西晋の朝鮮半島における出先機関である楽浪郡・帯方郡を滅ぼすが、楽浪郡・帯方郡の中国系の役人や知識人がすべて西晋に帰国できたわけではない。多くは高句麗に吸収、高句麗の支配機構の整備に利用された。高句麗が府官制をもっとも早くに導入できたのには、そうした背景がある。帯方郡からそのまま南に避難すると百済に行き着き、百済もそうした中国系の人々を国家形成に活用した。中国系の人々は朝鮮の権力に取り込まれながら世代を重ね、朝鮮の権力者にとって中国系知識人のもつ知識は魅力的であり、また中国系の人々にとっては知識は生き残るために必須の手段であり、世代を超えて継承された。そうした知識を身につけた中国系の人々が、4世紀から5世紀初頭にかけて倭国に渡来した。関晃は、「百済、新羅、任那（加羅）などの朝鮮各地から来た人々であるが、その中には前漢以来朝鮮の楽浪郡や帯方郡に来ていた中国人の子孫で各地に分散していたものもかなり含まれており、そのもたらした文化も主として漢・魏を源流とする大陸文化だったとみられる」と述べている。八幡和郎は、「文明を伝えた帰化人は百済から来てもほとんど漢族…楽浪郡などの残党の漢人たちが日本に文化と技術を持って来た…大陸から直接に渡ってきた人もいたでしょうが、多くが百済経由でした。…この時代には、漢文の読み書きがよくできるのは、日本でも半島でもだいたい漢族に限られていましたし、高度の技術を持つ人たちも同じでした」と述べている。

### 在日認定
朝鮮人がある業界で活躍すると「朝鮮民族の優秀性が証明された」と盛んに喧伝し、偉業を成した日本の著名人も勝手に朝鮮民族に認定し、根拠なく在日韓国・朝鮮人やコリアン系の同胞だと主張する在日認定が問題となっている。

### 日帝残滓
好ましくない文化は日本統治時代の朝鮮に導入された劣位文化であるとする考え。

### 親日派
大日本帝国、日本におもねる民族的裏切り者が韓国朝鮮民族の正当性・優秀性を毀損しているという考え。

## 外国人に対する差別意識
朝鮮半島には小中華思想と呼ばれる攘夷思想があり、李氏朝鮮時代には大陸国家であるにもかかわらず排外的政策が採用されていた。これは、李朝末期の丙寅教獄およびそれに連なる丙寅洋擾、あるいは日本人を東夷として蔑視する政策から生じた書契問題およびそれに連なる江華島事件などにも見られ、一部に激越な排外主義の伝統が存在する。
実際には韓国は少数民族もおり、また韓国人は日本人以上に混血している民族であるという研究結果も出ているが、韓国では単一民族国家の意識があり、現在でも純血・混血という概念が根強く存在し、「韓国人は純血」という意識を持っている。それが人種差別の温床となっているとされ、国際連合の人種差別撤廃委員会(CERD)からたびたび勧告を受けている。また、「混血者」や「コシアン（韓国人と韓国以外のアジア出身者の間に生まれた子）」という呼び方も存在しており、国際結婚の夫婦の子供の11.5%がいじめを恐れて学校に通えないという調査結果がある。
韓国の放送局、SBSが韓国人の外国人忌避症と純血主義を集中取材した『SBSスペシャル…単一民族の国、あなた方の大韓民国』の制作者の調査の結果、 回答者の65.2%が「私たちの民族は単一民族」と信じていることが分かった。
韓国人が多く移住するようになったアメリカ合衆国は、ヨーロッパ系、アジア系、アフリカ系、先住民が共存しているが、韓国系アメリカ人は他の民族集団に比べ際立って黒人蔑視が激しく，ロス暴動において多くの韓国人商店が黒人による略奪・破壊に遭う原因となった。ハインズ・ウォードは韓国系アメリカ人とアフリカ系アメリカ人のハーフであり、韓国やアメリカの韓国人社会での差別を訴えていた。日本統治時代の朝鮮は単一民族国家意識は薄れており、当時は華僑が55万人以上が住んでいたのだが、現在ではわずか5万人程度になり、これは単一民族主義が一因であると思われる。また、中華人民共和国に住む朝鮮族や旧ソビエト連邦構成国のロシア、カザフスタン、ウズベキスタンなどに住む高麗人は現地の言語を話し、現地の教育や風潮に影響され、朝鮮半島の影響を受けなかったため、単一民族主義は韓国・北朝鮮ほどは見られない。一部の在日韓国・朝鮮人は反日教育を受けているためか、単一民族意識が浮き彫りとなっているという指摘もある。
アウトサイダーに対する差別意識は多かれ少なかれどこの国や民族・文化圏にもあるが、韓国人は国外においても現地の住民を蔑視することがあり、フィリピンセブ市では韓国人経営の店で市長夫人を侮辱したことで、韓国人が逮捕された。その他に外国人への差別意識が反映された事例として、ロス暴動（韓国人商店が襲撃された）やコレコレアの問題が挙げられる。
また韓国政府は、日韓条約の内容を長らく秘密にしており、日韓条約の規定により支払われた日本側の賠償金をインフラ整備に流用したことを国民に隠していたので、韓国の経済発展（漢江の奇跡）について一部の世論が独力で成し遂げたと評価しており、日本などの援助で経済発展を目指した東南アジア諸国に対し経済的優越感を抱き、さらに韓国人は『優秀な単一民族』と言う自負心の強い教育を受けているために、自己優越主義が促されている。それにより、開発途上国やそこからの出稼ぎ労働者を見下して差別することがあり、途上国からの評判は悪い。韓国を訪問した外国人を対象に実施したアンケート調査によると、「韓国人は親切」と回答した欧米人は70%、一方アジア人の比率は40%であった。また、韓国人と国際結婚した途上国出身の外国人妻が近年10万人を超えているが、その半数近くがドメスティックバイオレンス（DV、家庭内暴力）被害に遭って、嫁ぎ先から逃げ出し、そのような外国人妻の保護のために建設された保護施設も存在する。さらに、韓国人は脱北者や中国朝鮮族に対しても差別意識を向けることがある。特に、脱北者は過酷な差別を受けており、あるアンケート調査では「70%がアメリカに亡命したい」と回答した。また、韓国人は在日韓国人を『裏切り者』として差別することがある。

## 在日韓国人差別
韓国本国では在日韓国人に対してパンチョッパリと言う侮辱表現がある、「チョッパリ」とは日本人に対する卑称であり「パン」とは漢字で書くと「半」でありパンチョッパリとは半分日本野郎といった意味である、これは在日韓国人が暗に仲間としてみなされていない事を意味している。そのため、在日韓国人は韓国語が話せないことや訛がきついことを馬鹿にされることがある。たとえば、ロッテを巡る騒動で創業家の重光宏之・昭夫が日本語訛の韓国語でインタビューに答えた際日本語訛を強調した字幕を表示させたり韓国語が話せないことでバッシングを受けた。
また、在日韓国人を始めとした在外韓国人は兵役が免除されることから（ただし1994年1月1日以降に出生した韓国人男性が、18歳から37歳の間に通算3年以上韓国に滞在する場合は兵役の義務が生じる）差別されている。

## 各国における類似思想
韓民族優越主義と類似したエスノセントリズムとされる例として、中国（漢民族）の中華思想や、日本の民族主義たる国家神道や八紘一宇、その中華思想を模して周辺民族を蛮族視したベトナム（キン族）などがある。
日本においては古代には畿内の側から関東･東北地方を「東夷」とし蛮地とみなす風習があった。しかし、奈良・平安時代に東北地方への入植・開拓が進むにつれ東北の人間集団の同化が進み、さらに平安後期には関東武士が台頭して、ついには東国の武士勢力が全国を掌握し武家政権（鎌倉幕府）を開くに至って東西の力関係の逆転が生じ、「あづまえびす」というような言葉は残ったものの、畿内からの一方的な東国蔑視はほぼ過去のものとなった。
自民族中心主義は世界の多くの民族に程度の差はあれ見られる傾向であるが、韓国は倭国（ないし近代日本）や中国文明、あるいは蒙古というその時期時期における有力な文化圏に対し従属的な立場に甘んじてきた歴史が長く、現在も中国・日本の圧倒的な影響力の間で独自性を主張する必要に迫られているという経緯から、中国・日本・ベトナムの民族主義とも似た面もあるが、より極端なものになっている。

## 朝鮮の民族主義に対する批判
李栄薫は、朝鮮の民族主義を以下のように批判している。 
李鮮馥（朝鮮語: 이선복、英語: Yi Seon-bok、ソウル大学）は、民族史観を以下のように批判している。
韓洪九は、朝鮮の民族主義を以下のように批判している。 